# تویوتا کورونا ای‌ایکسی‌وی
تویوتا کرونا ای‌ایکسی‌وی (Toyota Corona EXiV) خودرویی است که در سال‌های ۱۹۸۹ تا ۱۹۹۳تولید شده‌است.
طراحی آن موتور جلو، خودرو محور جلو، خودرو چهار چرخ محرک بوده طول آن در حالت طبیعی ۴٬۵۰۰ میلیمتر (۱۸۰ اینچ)، عرض آن در حالت طبیعی ۱٬۶۹۰ میلیمتر (۶۷ اینچ) و ارتفاع آن در حالت طبیعی ۱٬۳۲۰ میلیمتر (۵۲ اینچ) است.